# إديث أكرمان
إديث أكرمان (بالإنجليزية: Edith Ackermann)‏ هي عالمة نفس أمريكية، ولدت في 1946، وتوفيت في 24 ديسمبر 2016 في كامبريدج في الولايات المتحدة.